# Saint-Germain-Village
Saint-Germain-Village ist eine Ortschaft und eine ehemalige französische Gemeinde mit 1733 Einwohnern (Stand: 1. Januar 2019) im Département Eure in der Region Normandie.  Sie gehörte zum Arrondissement Bernay und zum Kanton Pont-Audemer.
Mit Wirkung vom 1. Januar 2018 wurden die früheren Gemeinden Pont-Audemer und Saint-Germain-Village zur namensgleichen Commune nouvelle Pont-Audemer zusammengeschlossen und haben dort den Status einer Commune déléguée. Der Verwaltungssitz befindet sich im Ort Pont-Audemer.

## Geografie
Saint-Germain-Village liegt etwa 33 Kilometer südöstlich von Le Havre im Roumois. Umgeben wird Saint-Germain-Village von den Ortschaften Pont-Audemer im Norden und Osten, Campigny im Südosten, Tourville-sur-Pont-Audemer im Süden und Südosten, Les Préaux im Süden und Südwesten, Triqueville im Südwesten sowie Toutainville im Westen.
| Jahr      | 1793 | 1806 | 1856 | 1886 | 1901 | 1954  | 1962  | 1968  | 1975  | 1982  | 1990  | 1999  | 2006  | 2013  |
| --------- | ---- | ---- | ---- | ---- | ---- | ----- | ----- | ----- | ----- | ----- | ----- | ----- | ----- | ----- |
| Einwohner | 530  | 518  | 648  | 804  | 819  | 1.004 | 1.016 | 1.042 | 1.114 | 1.235 | 1.481 | 1.528 | 1.487 | 1.678 |

## Sehenswürdigkeiten
- Kirche Saint-Germain, seit 1886 Monument historique

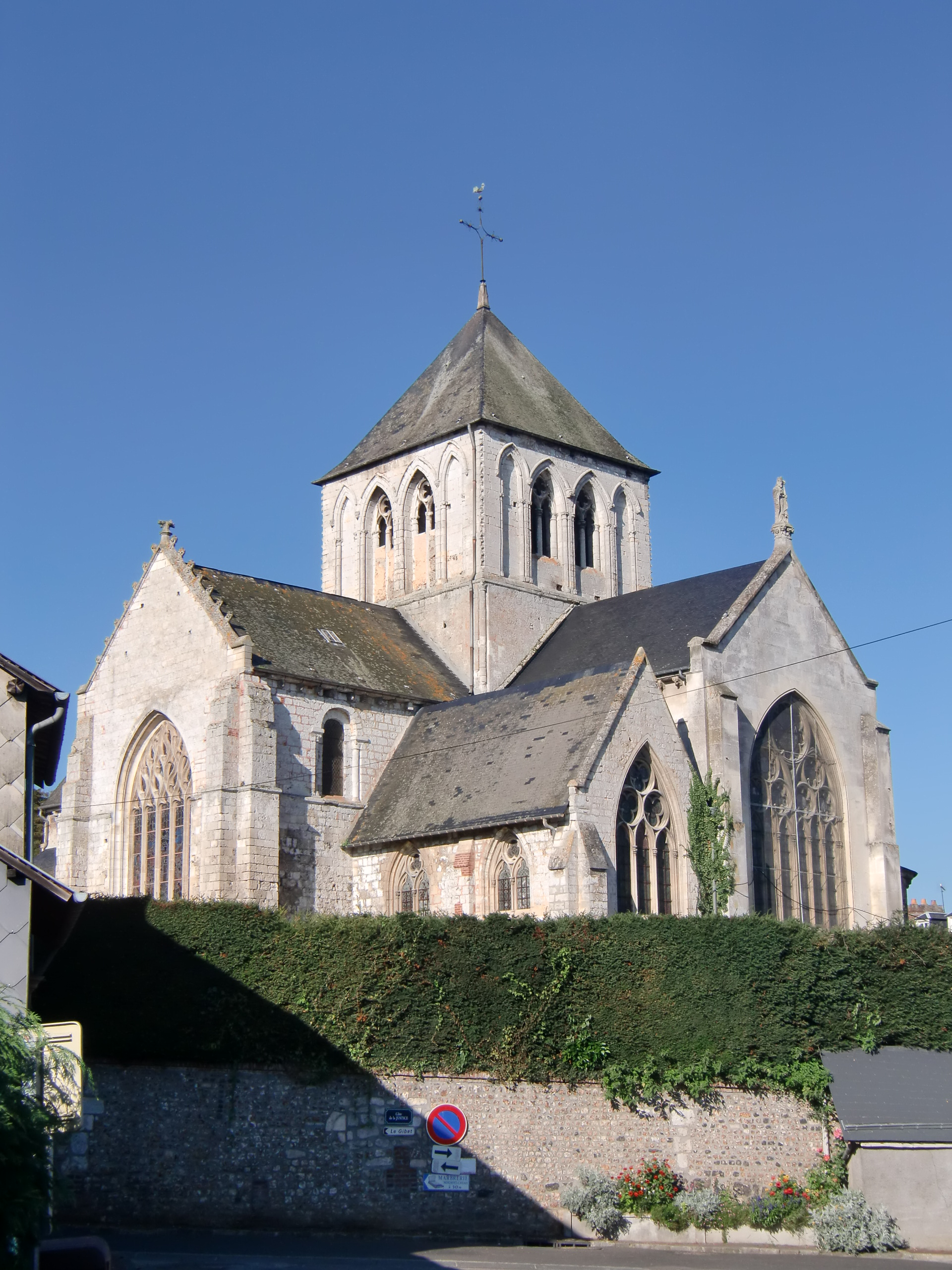
Kirche Saint-Germain

- Schloss Saint-Gilles